# Sumy Sadurni
Sumaya Carrasco Sadurni (1989, Santiago de Chile – 7. března 2022, Uganda) byla španělsko-mexická fotografka, která pracovala jako fotožurnalistka.

## Životopis
Sadurni se narodila v Santiagu de Chile a po rodičích byla mexického a španělského původu. Většinu svého mládí strávila na různých místech v Latinské Americe, než se usadila ve Švýcarsku na střední škole. Získala titul na University of Westminster v Londýně.

## Kariéra
Po promoci se Sadurni vrátila do Chile, aby dokumentovala chilské studentské protesty v letech 2011–2013. Poté strávila čas ve Velké Británii fotografováním heavymetalových koncertů. Po cestě do Ugandy v roce 2016 se usadila v Kampale a cestovala po Africe, kde pracovala jako fotoreportérka na volné noze.

## Smrt
Sadurni zemřela při autonehodě v severozápadní Ugandě dne 7. března 2022 ve věku 32 let.